# Oberhaching
Oberhaching – miejscowość i gmina w Niemczech, w kraju związkowym Bawaria, w rejencji Górna Bawaria, w regionie Monachium, w powiecie Monachium. Leży około 12 km na południe od centrum Monachium, przy autostradzie A995 i linii kolejowej Lenggries – Monachium.

## Demografia
Dane o ludności z 31 grudnia 2008:
| Opis                                | Ogółem | Ogółem | Kobiety | Kobiety | Mężczyźni | Mężczyźni |
| ----------------------------------- | ------ | ------ | ------- | ------- | --------- | --------- |
| Jednostka                           | osób   | %      | osób    | %       | osób      | %         |
| Populacja                           | 12 621 | 100    | 6396    | 50,68   | 6225      | 49,32     |
| Wiek przedprodukcyjny (0–17 lat)    | 2537   | 20,1   | 1170    | 9,27    | 1367      | 10,83     |
| Wiek produkcyjny (18–65 lat)        | 7696   | 60,98  | 3868    | 30,65   | 3828      | 30,33     |
| Wiek poprodukcyjny (powyżej 65 lat) | 2388   | 18,92  | 1358    | 10,76   | 1030      | 8,16      |

## Polityka
Wójtem gminy jest Stefan Schelle, rada gminy składa się z 24 osób.
|      | CSU | SPD | Zieloni | WG | BV/PWG | FDP/FB | IAO | FDP | FB | IGO/AO | Razem |
| 2008 | 8   | 4   | 2       | 3  | 2      | -      | -   | 1   | 3  | 1      | 24    |
| 2002 | 9   | 3   | 2       | 4  | 4      | 1      | 1   | -   | -  | -      | 24    |